# Ethel Carrick
Ethel Carrick (Uxbridge, 1872 - Melbourne, 1952) foi uma pintora impressionista inglesa, esposa do também pintor Emanuel Phillips Fox. Fazia parte do movimento da Escola de Heidelberg, conhecido hoje como Impressionismo Australiano.

## Biografia
Ethel nasceu em Uxbridge, Middlesex, em 7 de fevereiro de 1872. Era a segunda filha mais velha de dez crianças de um casal de comerciantes. Ethel teve uma educação em casa, tendo aulas de desenho com Francis Bate em seu estúdio, o Brook Green, em Londres. Entre 1898-99 e 1902-03, estudou na Slade School of Fine Art, sob a orientação de Fred Brown e Henry Tonks. Em 1903, começou a expôr seus trabalho, ganhando o Prêmio Melville Nettleship no mesmo ano.
Ethel se envolveria com o impressionismo em St Ives, na Cornualha, onde conheceu seu futuro marido, o pintor Emanuel Phillips Fox. Os dois se casaram em 1905 e mudaram-se para Paris no mesmo ano, para o endereço Boulevard Arago, número 64, em Montparnasse, conhecido reduto de artistas da cidade. Sua principal inspiração eram as paisagens parisienses, jardins e cafés. O casal viajava bastante, visitando o sul da França, Espanha, norte da África e Itália, onde pintaram as praias, paisagens, mercados e cidades. Em 1908 e novamente em 1912, visitaram a Austrália.
Em 1910, era uma pintora conhecida na Europa, algo surpreendente para mulheres artistas na época. Foi eleita membro do Salon d’Automne, em 1911 e foi parte do comitê de seleções em 1912. Era ativa em organizações para promover o trabalho de mulheres artistas em Paris, tendo sido vice-presidente da União de Mulheres Pintoras e Escultoras, em 1012. Expôs com grupos como os Libre Aesthetique, em Bruxelas, em 1909.
O casal viajou para o Taiti e estavam lá quando a Primeira Guerra Mundial eclodiu. Eles então foram para a Austrália e lá ficaram presos devido aos combates, até o fim da guerra. Apesar dos problemas do casal, eles trabalhavam juntos em exposições e galerias, organizando exposições em Melbourne e levantando fundos para ajudar a Cruz Vermelha. Em 1915, Emanuel ficou gravemente doente e faleceu, aos 50 anos. Ethel, então, retornou a Paris no início da década de 1920. Em 1925, retornou à Austrália, na tentativa de promover a arte do marido, mas acabou ofuscada pelo trabalho dele desde a eclosão da guerra. 
Mesmo assim, foi uma das mais renomadas artistas da Austrália, por seu talento, pela militância pelas artes e pelo trabalho social junto a artistas, tanto em Paris quanto em seu país de origem. Era admirada por ser um exemplo de empreendedora do mundo das artes, pintando e expondo constantemente. Em uma de suas visitas à Austrália, foi recebida por mulheres artistas de Melbourne com honra e era frequentemente entrevistada a respeito do mercado da arte.
Ethel viajava e pintava muito. Por um tempo, viveu na Caxemira, mas geralmente dividia seu tempo entre Sydney e Paris. Durante a década de 1940, manteve um estúdio em Sydney, onde também dava aulas de artes. Gostava de pintar ao ar livre e o vai e vem da cidade e seus bares. Algumas de suas obras foram confundidas com quadros do marido, pois ela usava várias assinaturas diferentes em seus quadros: 'Carrick’, 'Ethel Carrick’, 'E. Carrick Fox’ and 'E. Phillips Fox’. 

### Morte
Ethel Carrick faleceu em Melbourne, em 17 de junho de 1952, aos 80 anos, logo após chegar de uma viagem a Paris.